# Hannibal Franciszek Gonzaga
Hannibal Franciszek Gonzaga OFM (ur. 31 lipca 1546 w Gazzuolo, zm. 11 marca 1620 w Matui) – włoski franciszkanin, generał Zakonu Braci Mniejszych, biskup Mantui, legat papieski, książę, sługa Boży Kościoła katolickiego.

## Życiorys
Hannibal Gonzaga przyszedł na świat w rodzinie markiza Ostiano Karola Gonzagi i Emilii Boschetto. Szybko osierocony przez ojca dorastał pod wpływem wuja kardynała Herkulesa Gonzagi. Mając 11 lat wyjechał do Flandrii, gdzie kształcił się na hiszpańskim dworze królewskim. Następnie wraz z dworem Filipa II Habsburga przeniósł się do Hiszpanii, do Toledo i Madrytu. Jako 14-latek nosił włosiennicę, codziennie brał udział we mszy świętej oraz wspomagał ubogich. Pomimo sprzeciwów rodziny wstąpił do franciszkanów w Alcalá de Henares 17 maja 1562, przyjmując imię Franciszek. Profesję złożył 29 maja 1563 w obecności książąt Asturii Jana i Karola oraz Aleksandra Farnese. Po skończonych studiach filozoficzno-teologicznych w Alcalá i przyjęciu święceń kapłańskich w 1570 został wezwany przez generała Christophe'a de Chaffontainesa do Włoch. Zamieszkał w konwencie w Mantui, gdzie wielkie wpływy miała jego rodzina. Wykładał doktrynę Dunsa Szkota i św. Bonawentury. Nie unikał zajęć prostych, mimo szlacheckiego pochodzenia, m.in. uczestniczył w kweście. Założył klasztor minorytów w San Martino, korzystając z pomocy rodziny. W 1577 został wybrany prowincjałem prowincji weneckiej.
Został wybrany generałem franciszkanów, mając 32 lata, podczas kapituły generalnej w Paryżu w 1579 i pełnił ten urząd do 1587 roku. Zaraz po wyborze wysłał do zakonu encyklikę, w której winił przełożonych za rozluźnienie karności oraz zachęcał do reformy, do pielęgnowania życia wspólnego, do modlitwy i nauki. Kolejna jego encyklika dotyczyła niedopuszczalności w zakonie instytucji legatów ziemi i dochodów stałych. Orzekł, iż posiadanie beneficjów przez proboszczów będących zakonnikami jest nielegalne i należy zrezygnować z konwentów, które posiadają dobra trwałe. Wizytował prowincje włoskie, francuskie, hiszpańskie, flandryjskie i niemieckie. Przyczynił się do wysłania misjonarzy franciszkańskich do Chin, Brazylii i na Filipiny. W Bolonii wzniósł klasztor dla zakonników z Polski, którzy przybywali kształcić się na tamtejszym uniwersytecie.
W latach 1587–1593 był biskupem Cefalù na Sycylii, w 1593 biskupem Pawii, a od 1593 do 1620 biskupem Mantui, gdzie zmarł w opinii świętości. Został pochowany w katedrze w Mantui. Trwa proces beatyfikacyjny Od 1591 był markizem Ostiano, a w 1605 seniorem San Martino dall Argine.

## Dzieła
- De origine Seraphicae Religionis Franciscanae eiusque progressibus, Rzym 1587.